# 777 (tal)
777 är det naturliga heltal som följer 776 och följs av 778.

## Inom matematiken
- 777 är ett sfeniskt tal.
- 777 är ett polygontal[1].
- 777 är ett udda tal.
- 777 är ett palindromtal i det decimala talsystemet.

## Inom vetenskapen
- 777 Gutemberga, en asteroid.

## Inom religion
- Enligt Bibeln levde Lemek, Noas far i 777 år.[2]
- Aleister Crowleys bok 777 and other Qabalistic writings of Aleister Crowley.

## Inom politiken
- Den högerextrema gruppen Afrikaner Weerstandsbeweging använder sig av en flagga bestående av tre sjuor.[3]
- Filippinernas diktator Ferdinand Marcos använde talet 777 på sin båt och sitt flygplan.[4]

## Inom transport
- Flygplanstypen Boeing 777[1].